# Echipa națională de fotbal a Beninului
Echipa națională de fotbal a Beninului, poreclită Les Écureuils (Veverițele) este echipa națională de fotbal a Beninului și este administrată de Federația de Fotbal a Beninului. Au fost cunoscuți ca Echipa națională de fotbal a Dahomeyului până în 1975, când Dahomey a devenit Benin. Nu s-au calificat niciodată la Campionatul Mondial de Fotbal, dar au reușit trei calificări recente la Cupa Africii pe Națiuni în 2004, 2008 și 2010. Pe 8 februarie 2010, după Cupa Africi pe Națiuni,  Federația de Fotbal a Beninului a luat decizia de a dizolva echipa națională, iar antrenorul Henri Dussuyer și stafful său au fost concediați din cauza rezultatelor slabe.

## La Campionatul Mondial
- 1930 până în 1970 - Nu a participat
- 1974 - Nu s-a calificat
- 1978 până în 1982 - Nu a participat
- 1986 - Nu s-a calificat
- 1990 - Nu a participat
- 1994 - Nu s-a calificat
- 1998 - Nu a participat
- 2002 până în 2010 - Nu s-a calificat

## Cupa Africii pe Națiuni
- 1957 până în 1970 - Nu a participat
- 1972 - Nu s-a calificat
- 1974 până în 1976 - Withdrew
- 1978 - Nu a participat
- 1980 - Nu s-a calificat
- 1982 - Nu a participat
- 1984 până în 1986 - Nu s-a calificat
- 1988 până în 1990 - Nu a participat
- 1992 până în 1994 - Nu s-a calificat
- 1996 - S-a retras
- 1998 până în 2002 - Nu s-a calificat
- 2004 - Faza grupelor
- 2006 - Nu s-a calificat
- 2008 - Faza grupelor
- 2010 - Faza grupelor

## Lista antrenorilor
- Edmé Codjo
- Serge Devèze
- Michel Dussuyer
- Wabi Gomez
- Didier Notheaux
- Hervé Revelli
- Reinhard Fabisch
- Rene Taelman
- Cecil Jones Attuquayefio